# Bolitoglossa capitana
Bolitoglossa capitana là một loài kỳ giông trong họ Plethodontidae.
Nó là loài đặc hữu của Colombia.
Môi trường sống tự nhiên của chúng là các khu rừng vùng núi ẩm nhiệt đới hoặc cận nhiệt đới.
Nó bị đe dọa do mất môi trường sống.